# جورج كير
جورج كير (بالإنجليزية: George Kerr)‏ (9 يناير 1943 في المملكة المتحدة - ) هو مدرب كرة قدم ولاعب كرة قدم بريطاني في مركز الهجوم. لعب مع أكسفورد يونايتد وسكونثورب يونايتد ونادي بارنسلي ونادي بوري.